# Солянский сельсовет (Астраханская область)
Солянский сельсовет — сельское поселение в Наримановском районе Астраханской области России. Административный центр — село Солянка.

## География
Солянский сельсовет расположен в правобережье реки Волга, к северо-западу от Астрахани.

## История
Солянский сельский совет был образован 02 марта 1919 года.
6 августа 2004 года в соответствии с Законом Астраханской области № 43/2004-ОЗ установлены границы муниципального образования, сельсовет наделен статусом сельского поселения.

## Население
| 2008  | 2010  | 2012  | 2013  | 2014  | 2015  | 2016  | 2017  | 2017  |
| ----- | ----- | ----- | ----- | ----- | ----- | ----- | ----- | ----- |
| 5937  | ↗6405 | ↗6593 | ↗6758 | ↗7106 | ↗7541 | ↗7567 | ↗7789 | →7789 |
| 2018  | 2018  | 2019  | 2020  | 2021  |       |       |       |       |
| ↗7978 | →7978 | ↗8158 | ↘8098 | ↗8312 |       |       |       |       |

## Состав сельского поселения
| № | Населённый пункт | Тип населённого пункта       | Население |
| - | ---------------- | ---------------------------- | --------- |
| 1 | Геологический    | посёлок                      | ↘1050     |
| 2 | Мирный           | посёлок                      | ↗584      |
| 3 | Полынный         | посёлок                      | ↗117      |
| 4 | Пригородный      | посёлок                      | ↗914      |
| 5 | Солянка          | село, административный центр | ↗5995     |
| 6 | Тинаки           | посёлок                      | ↗106      |
| 7 | Тулата           | посёлок                      | →53       |